# Adriano Tagliavia
Adriano Tagliavia (Milano, 18 agosto 1942) è un montatore e regista italiano.

## Biografia
Ha debuttato nel 1970 e sino al 2007 ha curato il montaggio cinematografico di oltre settanta produzioni tra film cinematografici di vario genere, passando dallo spaghetti western alla commedia sexy all'horror. Fu montatore per gran parte dei film dei registi Flavio Mogherini e Roberto Mauri.

## Filmografia parziale

### Montaggio
- Sartana nella valle degli avvoltoi, regia di Roberto Mauri (1970)
- Wanted Sabata, regia di Roberto Mauri (1970)
- Quelli belli... siamo noi, regia di Giorgio Mariuzzo (1970)
- La spada normanna, regia di Roberto Mauri (1971)
- Un apprezzato professionista di sicuro avvenire, regia di Giuseppe De Santis (1972)
- Decameron nº 3 - Le più belle donne del Boccaccio, regia di Italo Alfaro (1972)
- Un animale chiamato uomo, regia di Roberto Mauri (1972)
- Fra Tazio da Velletri, regia di Romano Scandariato (1973)
- Per amare Ofelia, regia di Flavio Mogherini (1974)
- Madeleine...anatomia di un incubo, regia di Roberto Mauri (1974)
- Culastrisce nobile veneziano, regia di Flavio Mogherini (1976)
- Un toro da monta, regia di Roberto Mauri (1976)
- La ragazza dal pigiama giallo, regia di Flavio Mogherini (1978)
- Le braghe del padrone, regia di Flavio Mogherini (1978)
- Per vivere meglio, divertitevi con noi, regia di Flavio Mogherini (1979)
- Baila guapa (1979)
- Adolescenza morbosa, regia di Edwin Dietrich (1979)
- Le porno killers, regia di Roberto Mauri (1980)
- Dolce calda Lisa (1980)
- I predatori della pietra magica, regia di Roberto Mauri (1988)
- Computron 22, regia di Giuliano Carnimeo (1988)
- I ragazzi del 42º plotone, regia di Camillo Teti (1988)
- Maya, regia di Marcello Avallone (1989)
- Panama Sugar, regia di Marcello Avallone (1990)
- Karate Rock, regia di Fabrizio De Angelis (1990)
- L'ultima partita, regia di Fabrizio De Angelis (1991)
- Dietro la pianura, regia di Gerardo Fontana e Paolo Girelli (1994)
- La strana storia di Olga O, regia di Antonio Bonifacio (1995)
- Last Cut - Ultimo taglio, regia di Marcello Avallone (1997)
- Una lunga lunga lunga notte d'amore, regia di Luciano Emmer (2001)
- I banchieri di Dio - Il caso Calvi, regia di Giuseppe Ferrara (2002)
- L'acqua... il fuoco, regia di Luciano Emmer (2003)
- Il compagno americano, regia di Barbara Barni (2003)
- Guido che sfidò le Brigate Rosse, regia di Giuseppe Ferrara (2007)

### Regia
- Baila guapa (1979)
- Dolce calda Lisa (1980)[2]